# شارا تالیان
شارا تالیان (ارمنی: Շարա Տալյան؛  زادهٔ ۱۶ ژوئیهٔ ۱۸۹۳ - درگذشته ۷ نوامبر ۱۹۶۵) خواننده اهل ارمنستان بود. وی بین سال‌های ۱۹۱۱ تا ۱۹۶۵ میلادی فعالیت می‌کرد. 

## زندگی‌نامه
وی در  ۲۸ ژوئیه [سبک قدیمی: ۱۶ ژوئیه] ۱۸۶۹ در تفلیس به دنیا آمد . ماریانا سغمار همسر وی بود وی همچنین برنده جوایزی همچون هنرمند مردمی ارمنستان شوروی، نشان پرچم سرخ کار، نشان لنین، نشان ستاره سرخ، نشان برجسته افتخار، مدال دفاع از قفقاز، جایزه استالین  شد. وی در ۷ نوامبر ۱۹۶۵ در سن ۷۲ سالگی در ایروان درگذشت

## نگارخانه

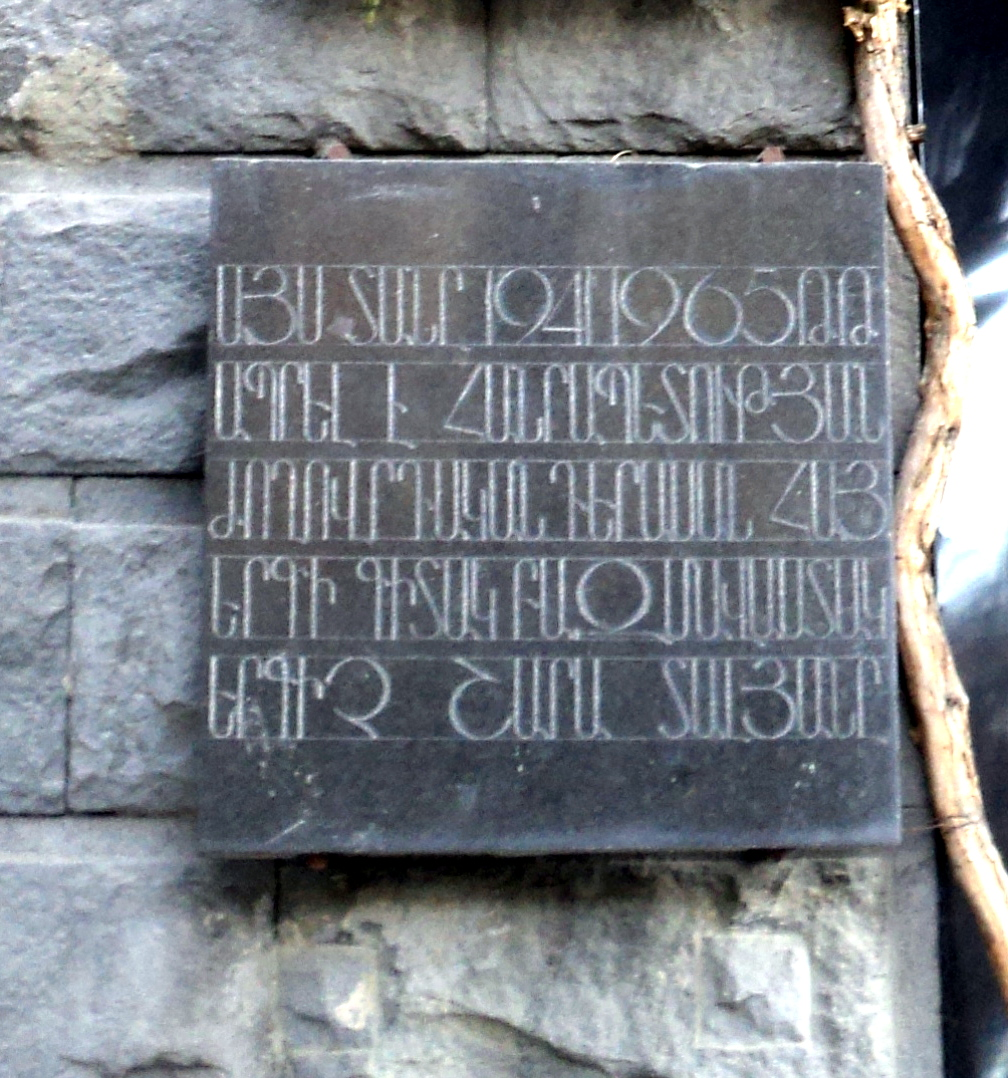